# Estamparia têxtil

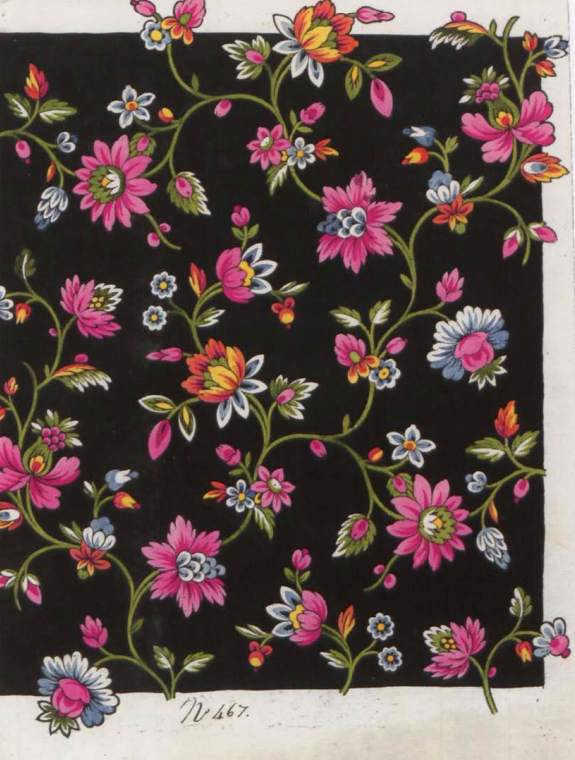
Estamparia da Fabrique-Neuve.

Estamparia têxtil ou estampa se refere aos processos e técnicas de tingimento de padrões ou designs na superfície de um tecido, seja de forma artesanal, seja de forma industrial. Estes padrões podem ser coloridos, brancos ou monocromáticos e podem ou não possuir contornos, dependendo da tendência de cada época. Entre alguns exemplos de técnicas de estamparia têxtil, estão a serigrafia, o estêncil e a xilogravura.

## História
Os fenícios foram um dos primeiros povos a produzir tecidos com estampas, utilizando o método de estamparia em blocos de madeira como carimbos e a tecelagem trabalhada em fios de diversas cores, além de também ser usado o stencil.
Na Europa, a estamparia derivou da Índia. Os franceses traziam pelo mar, de suas colônias na costa leste indiana, a técnica da estampa indiana sobre tecidos de algodão. Logo, acredita-se que a França tenha sido a primeira nação europeia a estampar o algodão. A primeira forma de transferir os desenhos para o tecido foi através da impressão em xilogravura, visto que a mesma permitia uma grande precisão de detalhes. Os blocos eram divididos por cores e sobrepostos um por cima do outro, e, como as cores eram vibrantes e fortes, resistiam ao desbotamento quando lavados com água.

## Técnicas e ferramentas de estampagem em têxteis

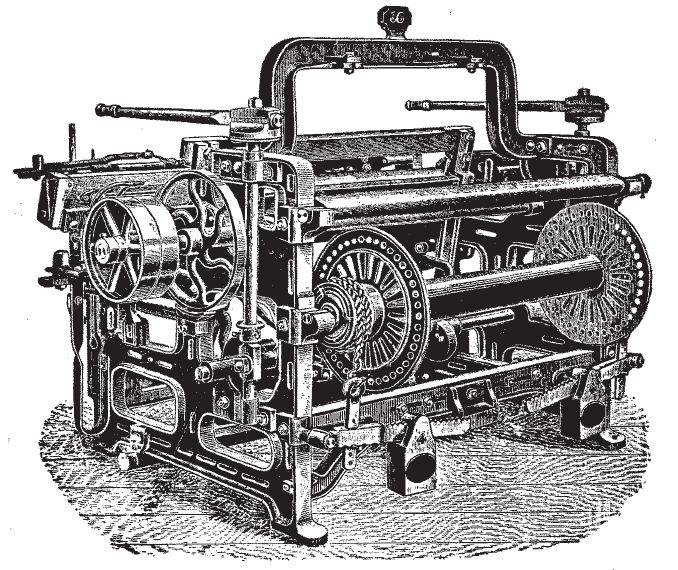
Tear Mecânico

### Tear mecânico
Patenteado pelo clérigo inglês Edmund Cartwright ainda no século XVIII, e posteriormente desenvolvimento pela empresa Howard and Bullough, o tear mecânico era uma das principais máquinas utilizadas para a tecelagem de tecidos, fossem eles estampados ou não, durante a época da Revolução Industrial. Até a metade do século XIX, havia um total de mais de 250.000 máquinas de tear mecânico espalhadas por toda a Inglaterra. A operação da máquina era feita por um tecelão, um funcionário da fábrica responsável por operar de dez a trinta teares separados ao mesmo tempo.

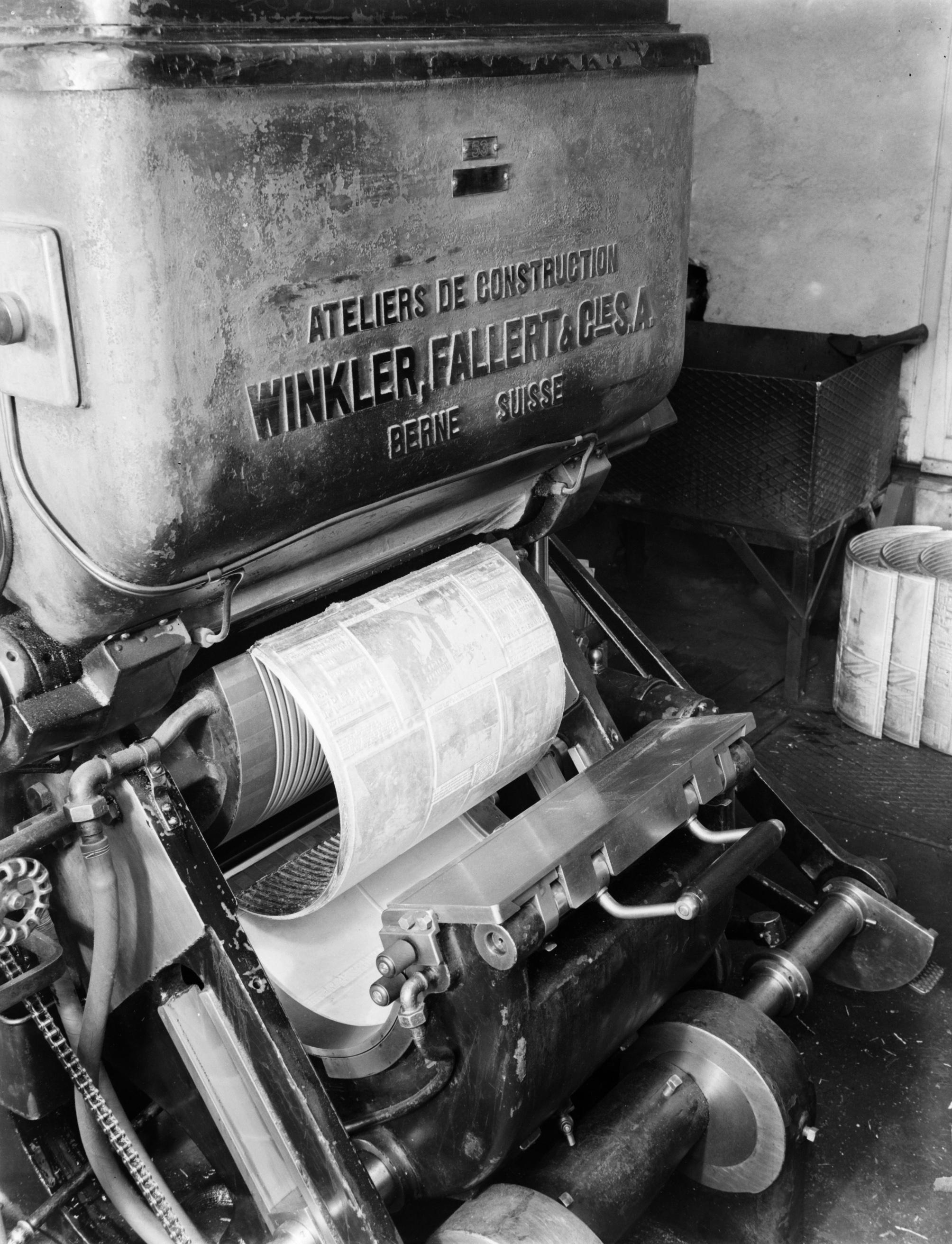
Impressão em rolo

### Impressão em rolo
A impressão em rolo, ou impressão em cilindro, foi primariamente desenvolvida em 1783 e patenteada por Thomas Bell da Escócia. A máquina de impressão em rolo consiste em um cilindro de ferro fundido montado em rolamentos ajustáveis que deslizam para cima e para baixo na estrutura de ferro. A máquina funcionava imprimindo no tecido de maneira contínua, acelerando a capacidade de produção dos produtos. As primeiras máquinas podiam imprimir apenas em uma cor, mas conforme os avanços na tecnologia de impressão, os designs do maquinário foram sendo aprimorados e mais cores foram sendo adicionadas, até que em 1860 as máquinas de impressão em rolo já podiam imprimir em até oito cores simultaneamente, e, no final do século XIX, foram produzidos tecidos com mais de vinte cores.

### Impressão em xilogravura
A impressão em xilogravura é uma das mais antigas formas de impressão têxtil e originou-se na China, no século II. Utiliza-se blocos de madeira entalhados como matriz, semelhante a um carimbo, onde parte cortada não entra tinta e o traço fica branco, possibilitando a reprodução de diversas gravuras idênticas sobre o tecido.
A  xilogravura configura-se também como um dos processos mais lentos de estamparia. Entretanto, não foi completamente substituída pela impressão em rolo nas fábricas da Europa até a segunda metade do século XIX. Tradicionalmente, as gravuras do século XIX serviam à informação e, portanto ilustravam livros finos de toda ordem: natureza, arte e engenho.

## Padronização mecanizada de estamparia têxtil
Ao longo do século XIX, principalmente na Europa, diversas técnicas e ferramentas, como o tear mecânico, a impressão a rolo e a impressão em xilogravura, foram aprimoradas no que diz respeito a padronização de estamparia, fazendo com que tecidos estampados fossem fabricados de maneira mais rápida e com custos reduzidos, fato que revolucionou a indústria têxtil. Logo, o advento da Revolução Industrial permitiu o desenvolvimento do sistema de fábricas possibilitando que a Inglaterra expandisse seu mercado consumidor têxtil para uma ampla parcela da sociedade britânica da época, visto que os tecidos passaram a ser produzidos em massa devido ao avanço tecnológico das máquinas. No contexto da Inglaterra, houve demissões em massa haja vista que a obsolescência desses trabalhadores havia sido criada pela chegada dessas novas tecnologias.

## Ligações Externas
- A brief history of textile printing
- The history of stamping
- Estamparia – História e técnicas da arte de estampar